# Gulliverova putovanja
Gulliverova putovanja (engleski: Gulliver's Travels), fiktivni satirični putopis iz 1726. irskog književnika Jonathana Swifta; njegovo najpoznatije djelo, i istaknuto djelo svjetske književnosti. Ima karakteristike pustolovnog romana i fantastičnog putopisa. Odigralo je ulogu u razvoju forme romana. Sastoji se od četiri dijela. Satira je tadašnjih društvenih prilika, običaja i politike u Engleskoj. Swift je u njemu ostvario vrhunce svog satiričnog umijeća i sastavio razornu porugu na račun ljudske naravi, urođene zloće te državnih i društvenih institucija, dodavši joj fantastične i šaljive zgode.
Puni naziv romana-putopisa je "Putovanja među nekoliko udaljenih naroda svijeta, u četiri dijela, koje napisa Lemuel Gulliver, prvo ranarnik a zatim kapetan nekoliko brodova" (engleski: Travels into Several Remote Nations of the World. In Four Parts. By Lemuel Gulliver, First a Surgeon and then a Captain of Several Ships). Objavljen je anonimno. Izazvao je kontroverze, i stekao veliku popularnost odmah nakon izdavanja.

## Radnja
Protagonist Lemuel Gulliver potječe iz obitelji koja se nastanila u Londonu. Prvi dio knjige opisuje protagonistov put u Lilliput i Blefuscu, koji se nalaze na obali istočne Indije, a drugi u Brobdingnag, gdje ga je posada broda "Pustolovina" ostavila na nepoznatom kopnu. Slijede putovanja u Laputu, Balnibarbi, Luggnagg, Glubbdubdrib i Japan, te na kraju put u Houyhnhnmsku zemlju.